# Bractechlamys adorabilis
Bractechlamys adorabilis is een tweekleppigensoort uit de familie van de Pectinidae. De wetenschappelijke naam van de soort is voor het eerst geldig gepubliceerd in 1994 door Dijkstra & Roussy.